# Dorydrilus michaelseni
Dorydrilus michaelseni är en ringmaskart som beskrevs av Piquet 1913. Dorydrilus michaelseni ingår i släktet Dorydrilus och familjen Dorydrilidae. Inga underarter finns listade i Catalogue of Life.